# Batracomorphus boschmai
Batracomorphus boschmai är en insektsart som beskrevs av Blöte 1964. Batracomorphus boschmai ingår i släktet Batracomorphus och familjen dvärgstritar. Inga underarter finns listade i Catalogue of Life.